# Homo Faber (film)
Homo Faber – film z 1991 roku, w reżyserii Volkera Schlöndorffa.

## Fabuła
Ekranizacja powieści Maksa Frischa Homo Faber: relacja. Walter Faber (Sam Shepard) inżynier, racjonalista przeżył wypadek samolotu. W kolejną wyprawę udaje się płynąc statkiem. Na pokładzie poznaje Sabeth (Julie Delpy), w której się zakochuje.

## Obsada
- Sam Shepard jako Walter Faber
- Julie Delpy jako Sabeth
- Barbara Sukowa jako Hannah
- Dieter Kirchlechner jako Herbert Hencke
- Traci Lind jako Charlene
- Deborra-Lee Furness jako Ivy
- August Zirner jako Joachim
- Thomas Heinze jako Kurt